# The Rise and Fall of Maximilian Hecker
The Rise and Fall of Maximilian Hecker (2012) ist eine in deutscher Sprache verfasste Autobiographie von Maximilian Hecker, das die Entwicklung des jungen Autors vom Berliner Singer-Songwriter zum internationalen Popstar humorvoll dokumentiert und selbstkritisch kommentiert. Gestützt auf seine Tagebücher und Tournee-Protokolle und teilweise angelehnt an literarische Vorbilder (einerseits Georg Büchner, Arno Schmidt und Heinrich Böll, andererseits Florian Illies, Benjamin von Stuckrad-Barre, Christian Kracht und Nick Hornby), bedient sich Hecker in Struktur und Sprache zahlreicher ästhetischer Mittel, die sein Werk von einer üblichen Autobiografie unterscheiden und es aufgrund seiner auffallenden formalen und inhaltlichen Parallelen, vor allem aber wegen seiner äußerst sensiblen und radikalen Introspektion zu einer eigenwilligen Wertheriade der modernen Popliteratur machen.

## Inhalt
Heckers Schriftsteller-Debüt schildert seine schüchternen Anfänge als Straßenmusiker in der Berliner Szene, erzählt von seinem plötzlichen Entdecktwerden, protokolliert schließlich seine vom Goethe-Institut initiierte Welttournee, die ihn quer über sämtliche fünf Kontinente führt, und beschreibt seine erstaunlichen Karriere im fernöstlichen Asien (Südkorea, Taiwan, China und Japan). Hier erfährt Hecker die zweifelhaften Vorzüge des Ruhms, die Strapazen der ständigen Gigs, Hoffnungen und Enttäuschungen, Starrummel und Einsamkeit. Mal himmelhoch jauchzend, mal zu Tode betrübt, zerrissen zwischen Heimat und Fremde, zwischen Hybris und Versagen, Selbstfindung und Selbstverlust, leidet er an seiner permanenten Unsicherheit auf dem angeblich so glamourösen Parkett, fühlt sich als „Popstar-Legastheniker“, hasst den Zwang zur Perfektion, das ständige So-tun-als-ob, den Dauerstress des Promotens und das stundenlange Autogrammeschreiben. Ganz à la Lost in Translation irrt er (teils wie die unschuldige Scarlett Johansson, teils wie der alternde Bill Murray) kulturgeschockt bzw. amüsiert durch die exotischen Metropolen, und ganz à la The Graduate sehnt er sich (wie der verstörte Dustin Hoffman im Taucheranzug am Grund des elterlichen Swimmingpools) nach Erlösung. Die sucht er nicht nur in seiner Musik, sondern immer wieder auch in der Liebe, bei seinen zahllosen weiblichen Fans. In seinen Songs findet er sie fast immer, bei den Mädchen fast nie.
Dann begegnet ihm Laura Chan, eine taiwanische Sängerin. Liebe auf den ersten Blick. Das Treffen ähnelt einer Selbstbegegnung. Aber das Mädchen ist schon vergeben und bleibt für »Klein-Maxi« unerreichbar, eine bloße Muse wie schon die Laura Petrarcas. So berauschend dieser Rise, so tödlich der unvermeidliche Fall. Folgerichtig endet Heckers Sturz in Tokios berüchtigtem Rotlicht-Viertel in Dogenzaka, wo er am Tiefpunkt seiner Odyssee schließlich Nana entdeckt, eine ebenso attraktive wie liebevolle Prostituierte, seine Yoko Ono und »Mutter Maria«, die ihn zu verstehen scheint und endlich zu trösten vermag. Als er später, zurück in Berlin, sein Liebeserlebnis verarbeitet, einen Song eigens für Nana komponiert und sich dann auf seiner nächsten Japan-Tournee in Tokio auf die Suche nach ihr begibt, um ihr die CD zu schenken, kann er sie jedoch nicht mehr wiederfinden.
Nach der Entstehung und dem Hintergrund seines oft als anmaßend missverstandenen Buchtitels befragt, hat Hecker in einem Interview mit seinem Verleger erklärt: „Kurz bevor ich meine erste Platte herausgebracht habe, hat ein Filmemacher begonnen, einen Film über mich zu drehen, und wollte seinen Film The Rise and Fall eines Berliner Pop-Romeos nennen. Und dieser Titel ist mir nicht mehr aus den Gedanken gegangen. Mein Rise and Fall bezieht sich nicht auf meine Karriere. Es bezieht sich nicht auf meinen Aufstieg als Musiker, der in der Presse ist, der bekannt ist, der vielleicht in Ostasien ein Idol ist und der dann aber irgendwann, wie es den meisten Musikern oder Künstlern geht, wieder in Vergessenheit gerät, sondern es bezieht sich auf einen inneren Aufstieg und einen inneren Fall, wenn man so will. Natürlich erwarte ich von dem Leser, dass er die Ironie, die in diesem Größenwahn steckt, auch mitdenkt, dass er sie versteht und dass er nicht denkt 'Aha, größenwahnsinnig, arrogant!', sondern dass er das Augenzwinkernde mit dabei erkennt.“

## Rezensionen
- Von seinen Erlebnissen und Erfahrungen während seiner Selbstsuche erzählt Hecker ungeschönt und mit einem erfrischend sarkastischen Humor. Er schildert etwa, wie er von grazilen "Okeaniden" und begehrenswerten Frauen mitunter "notgeil" abgewiesen werde. "Ich werde anscheinend als eine jugendliche, asexuelle Figur wahrgenommen, ein Mann mit weiblichen Gefühlen, kein Ficker auf jeden Fall", schreibt er. Im Gespräch bekennt er: "Ich empfand es als befreiend, diese nackte Wahrheit auch so zu schildern. Auch wenn ich mir nicht sicher bin, ob ich nicht teils zu offen bin." Den Buchautor Hecker zeichnet eine fast schon halsbrecherische Ehrlichkeit aus, die im direkten Zusammenhang mit seiner Art steht, Songs zu schreiben.

- Maximilian Hecker schildert all dies sehr authentisch und mitreißend, wie es bei all dem äußeren Ruhm im Inneren um ihn gestellt ist. Das Gefühl, allein zu sein inmitten von Tausenden, die Abende, die dann doch alleine im Hotelzimmer oder unglücklich betrunken enden – vom sagenumwobenen Ruhm eines Stars und den damit einhergehenden Frauengeschichten ganz weit entfernt. Wie die Stimme versagt und Konzerte trotzdem umjubelt werden, obwohl es sich alles nicht richtig anfühlt. [...] All das kann man, packend und kurzweilig geschrieben, nachlesen in The Rise and Fall of Maximilian Hecker. Ein wirklich spannendes Buch, das auf ansprechende Weise eine Geschichte erzählt, die eigentlich keine Geschichte, sondern Wahrheit ist. [...] Ein hoch-empfehlenswertes Buch!

- Was aus den Aufzeichnungen vor allem zu lernen ist: Der allzu oft als Heulboje oder Jammerlappen geschmähte Hecker meint das alles ernst, die Todessehnsucht, die Suche nach der großen Liebe, das Leiden an seiner, wie er es nennt, "Behinderung", seiner "ständig zu zerbröckeln drohenden Imitation eines Selbstbewusstseins". Die Ängste, der Schmerz, der Gefühlsnotstand, das ist alles echt – nicht etwa, wie ihm hierzulande gern mal unterstellt wurde, ironisch gebrochen. Seine Seele, schreibt er, "ist einfach geschunden, verwahrlost, leergesaugt von dem Scheiß mit den Frauen". Das ist nicht schön für Hecker, aber für den Hörer. Denn weil er mindestens so distanzlos singt, wie er schreibt, entstehen gerade aus diesen Entwicklungsdefekten weiter so wunderbare Lieder wie auf "Mirage Of Bliss".